# Merefa
Merefa (în ucraineană Мерефа) este un oraș din regiunea Harkov, Ucraina.